# Maxine Kumin
Maxine Kumin (Filadélfia, 7 de junho de 1925 - 6 de fevereiro de 2014) foi uma poeta e autora americana. Recebeu o Prémio Pulitzer de Poesia em 1973 com a obra Up Country.